# Apochinomma dolosum
Apochinomma dolosum là một loài nhện trong họ Corinnidae.
Loài này thuộc chi Apochinomma. Apochinomma dolosum được Eugène Simon miêu tả năm 1897.